# Lithocarpus dealbatus
Espèce
Lithocarpus  dealbatus est une espèce d'arbres de la famille des Fagaceae.

## Liste des sous-espèces et variétés
Selon Catalogue of Life (24 août 2014) et World Checklist of Selected Plant Families (WCSP) (24 août 2014) :
- sous-espèce Lithocarpus dealbatus subsp. dealbatus
- sous-espèce Lithocarpus dealbatus subsp. leucostachyus (A.Camus) A.Camus, Chênes (1936)

Selon The Plant List (24 août 2014) :
- sous-espèce Lithocarpus dealbatus subsp. leucostachyus (A.Camus) A.Camus

Selon Tropicos (24 août 2014) (Attention liste brute contenant possiblement des synonymes) :
- sous-espèce Lithocarpus dealbatus subsp. dealbatus
- sous-espèce Lithocarpus dealbatus subsp. eudealbatus A. Camus
- sous-espèce Lithocarpus dealbatus subsp. leucostachyus (A. Camus) A. Camus
- sous-espèce Lithocarpus dealbatus subsp. mannii (King) A. Camus
- variété Lithocarpus dealbatus var. compacta A. Camus
- variété Lithocarpus dealbatus var. yunnanensis A. Camus